# Ammann Verlag
Der Ammann Verlag war ein Schweizer Buchverlag.

## Geschichte
Der Ammann Verlag wurde 1981 von Egon Ammann und seiner Ehefrau Marie-Luise Flammersfeld gegründet. Die ersten drei Titel waren Thomas Hürlimanns Erzählband Die Tessinerin, sein Theaterstück Grossvater und Halbbruder und die Mundartlyrik-Anthologie Mach keini Schprüch, herausgegeben von Dieter Fringeli.
Zunächst kamen weitere Schweizer Autoren wie Hansjörg Schneider, Franz Böni, Helen Meier, Margrit Sprecher, Erika Burkart, aber auch der Publizist Jürg Altwegg oder der Filmemacher Markus Imhoof hinzu. Ab 1985 wurde auch Weltliteratur in neuen Übersetzungen von Autoren wie Fernando Pessoa, Ossip Mandelstam, Les Murray, Wole Soyinka oder Viktoria Tokarewa, Éric-Emmanuel Schmitt und Alejandra Pizarnik angeboten. Es sind Gesamtausgaben von Walter Dirks und Meinrad Inglin erschienen. Furore machte der Verlag 1993 mit Verbrechen und Strafe, dem ersten Band der von Swetlana Geier neu übersetzten Romane Dostojewskis.
Auch deutsche Autoren, wie Andreas Mand, Durs Grünbein, Bernhard Kegel, Friedrich Kröhnke und Navid Kermani gehörten zum Repertoire des Verlages.
1996 machte der Ammann Verlag – nach eigenen Angaben «als erster Belletristik-Verlag des deutschsprachigen Raums» mit einer eigenen Website den Schritt ins Internet.

### Auflösung
Am 10. August 2009 kündigte Egon Ammann die Schliessung des Verlages zum 30. Juni 2010 an.

„Die Gründe für diesen Entschluss liegen im fortgeschrittenen Alter der Verleger und in einer Marktsituation, die für Literatur zunehmend schwieriger wird. Ein Verlag mit dem Profil des Ammann Verlags ist eng an die verantwortlichen Personen gebunden und kann ohne sie nicht fortbestehen. Marie-Luise Flammersfeld und ich haben gegeben, was wir zu geben hatten. – «Alles hat seine Zeit»“

Mäzene des Verlags waren Siegfried Unseld, George Reinhart und Monika Schoeller.
Das Archiv des Verlages befindet sich seit 2012 im Schweizerischen Literaturarchiv.